# Agupta
Agupta – rodzaj błonkówek z rodziny męczelkowatych. Liczy on co najmniej cztery gatunki występujące w Malezji.

## Systematyka
Do rodzaju zaliczane są 4 gatunki:
- Agupta danyi Fernandez-Triana & Boudreault, 2018
- Agupta jeanphilippei Fernandez-Triana & Boudreault, 2018
- Agupta raymondi Fernandez-Triana & Boudreault, 2018
- Agupta solangeae Fernandez-Triana & Boudreault, 2018